# Las Garrochas
Las Garrochas är en ort i Mexiko.   Den ligger i kommunen Tamazula och delstaten Durango, i den centrala delen av landet, 900 km nordväst om huvudstaden Mexico City. Las Garrochas ligger 406 meter över havet och antalet invånare är 140.
Terrängen runt Las Garrochas är kuperad åt nordost, men åt sydväst är den bergig. Las Garrochas ligger nere i en dal. Runt Las Garrochas är det mycket glesbefolkat, med 6 invånare per kvadratkilometer. Närmaste större samhälle är Los Remedios, 9,4 km sydost om Las Garrochas. I omgivningarna runt Las Garrochas växer huvudsakligen savannskog.